# HAVCR2
HAVCR2, или TIM-3 (англ. Hepatitis A virus cellular receptor 2, или T-cell immunoglobulin and mucin domain 3) — мембранный белок, продукт гена HAVCR2.
Белок был впервые описан в 2002 году на поверхности интерферон-гамма-продуцирующих CD4+ Th1 и CD8+ Tc1 клеток. Позже экспрессия HAVCR2 была обнаружена также на клетках Th17, регуляторных T-клетках, а также на дендритных клетках, естественных киллерах, моноцитах.

## Функции
HAVCR2 является иммунным чекпоинтом вместе с другими ингибирующими рецепторами PD-1 и LAG3 и опосредует истощение CD8+ T-лимфоцитов. Рецептор на поверхности CD4+ Th1-клеток также регулирует активацию макрофагов и усиливать экспериментальный аутоиммунный энцефаломиелит у мышей.
Основным лигандом HAVCR2 является галектин-9. Взаимодействие с ним приводит к выходу кальция во внутриклеточную среду и вызывает апоптоз. В результате это приводит к подавлению Th1- и Th17-клеточного иммунного ответа и вызывает иммунную толерантность. Другие лиганды HAVCR2 - фосфатидилсерин, HMGB1 и CEACAM1. 

## Структура
Белок состоит из 301 аминокислоты, молекулярная масса — 33,4 кДа. HAVCR2 принадлежит к семейству рецепторных белков клеточной поверхности TIM. Белки семейства TIM являются гликопротеинами клеточной поверхности, в структуре которых присутствуют иммуноглобулино-подобный домен IgV и гликозилированный муциновый домен, расположенный вблизи мембраны, а также один трансмембранный домен и короткий C-концевой цитоплазматический фрагмент. Содержит 5 консервативных тирозиновых остатков, которые отвечают за взаимодействие с комплексом Т-клеточного рецептора и отрицательно регулируют его функцию.